# Michael Conlan
Michael John Conlan (Belfast, Reino Unido, 19 de noviembre de 1991) es un deportista irlandés que compitió en boxeo.
Participó en dos Juegos Olímpicos de Verano, obteniendo una medalla de bronce en Londres 2012, en el peso mosca, y el quinto lugar en Río de Janeiro 2016, en el peso gallo.
Ganó una medalla de oro en el Campeonato Mundial de Boxeo Aficionado de 2015 y dos medallas en el Campeonato Europeo de Boxeo Aficionado, oro en 2015 y plata en 2013.
En marzo de 2017 disputó su primera pelea como profesional. En su carrera profesional tuvo en total 21 combates, con un registro de 18 victorias y 3 derrotas.

## Palmarés internacional
| Juegos Olímpicos   | Juegos Olímpicos      | Juegos Olímpicos  | Juegos Olímpicos |
| Año                | Lugar                 | Medalla           | Categoría        |
| ------------------ | --------------------- | ----------------- | ---------------- |
| 2012               | Londres (Reino Unido) | Medalla de bronce | 52 kg            |
| Campeonato Mundial |                       |                   |                  |
| Año                | Lugar                 | Medalla           | Categoría        |
| 2015               | Doha (Catar)          | Medalla de oro    | 56 kg            |
| Campeonato Europeo |                       |                   |                  |
| Año                | Lugar                 | Medalla           | Categoría        |
| 2013               | Minsk (Bielorrusia)   | Medalla de plata  | 52 kg            |
| 2015               | Samokov (Bulgaria)    | Medalla de oro    | 56 kg            |